# Folsom, New Jersey
Folsom är en kommun (borough) i Atlantic County i New Jersey. Vid 2020 års folkräkning hade Folsom 1 811 invånare.